# Molamenqing
Molamenqing lub Phola Gangchen (chiń. 摩拉门青峰; pinyin Mólāménqīng Fēng) – siedmiotysięcznik w paśmie Himalajów. Leży w Chinach na terenie Tybetu. Należy do masywu Sziszapangmy. W zależności od źródeł wysokość szczytu waha się od 7661 do 7703 m. Przyjęcie 7661 m jako poprawnej wysokości czyni z Molamenqing 37 szczyt Ziemi.
Pierwszego wejścia na szczyt dokonali w 1981 r. dwaj wspinacze z Nowej Zelandii: B. Farmer, R. Price.